# Belinda
Belinda je žensko osebno ime.

## Izvor imena
Ime Belinda je različica ženskega osebnega imena Linda.

## Pogostost imena
Po podatkih Statističnega urada Republike Slovenije je bilo na dan 31. decembra 2007 v Sloveniji število ženskih oseb z imenom Belinda: 26.

## Osebni praznik
Osebe z imenom Belinda lahko godujejo takrat kot osebe z imenom Linda.